# 北海道札幌東陵高等学校
北海道札幌東陵高等学校（ほっかいどう さっぽろとうりょうこうとうがっこう、Hokkaido Sapporo Toryo High School）は、北海道札幌市東区東苗穂10条1丁目にある公立（道立）の高等学校。北海道札幌丘珠高等学校に次ぐ札幌市東区で3番目の公立高校。

## 沿革
- 1978年（昭和53年）11月28日 - 札幌市東区内に高等学校新設を北海道教育委員会が議決
- 1978年（昭和53年）12月1日 - 開校準備室が札幌丘珠高校に置かれる
- 1979年（昭和54年）4月1日 - 北海道札幌東陵高等学校開校
- 1979年（昭和54年）4月10日 - 開校式及び第1回入学式挙行
  - 普通科6間口、男子137名・女子133名、計270名入学
- 1980年（昭和55年）3月2日 - 校舎第2期工事竣工
- 1980年（昭和55年）4月 - 1学年、普通科10間口となる
- 1980年（昭和55年）10月2日 - テニスコート（4面）完成
- 1980年（昭和55年）11月2日 - 柔剣道場完成、「陵修館」と命名（12月道場開き）
- 1981年（昭和56年）4月 - 男子210名・女子240名、計450名入学。3学年すべて揃う
- 1981年（昭和56年）11月28日 - 校舎落成記念式典挙行（開校記念日となる）
- 1982年（昭和57年）3月10日 - 第1回卒業証書授与式挙行
- 1983年（昭和58年）7月14日 - 前庭造園第1時計画終了
- 1984年（昭和59年）6月1日 - 昭和59,60年度道立高等学校教育課程研究校に指定される
- 1986年（昭和61年）4月16日 - 昭和61,62年度道立高等学校教育課程研究校に継続指定される
- 1988年（昭和63年）4月1日 - 1学年、普通科11間口となる
- 1989年（平成元年）4月1日 - 1学年、普通科10間口となる
- 1989年（平成元年）6月22日 - 創立10周年記念式典挙行、10周年記念展開催
- 1990年（平成2年）4月1日 - 1学年、普通科11間口となる
- 1991年（平成3年）3月25日 - 第2体育館竣工
- 1992年（平成4年）4月1日 - 1学年、普通科10間口となる
- 1992年（平成4年）9月16日 - 平成4年度グラウンド改修工事終了
- 1994年（平成6年）9月12日 - コンピュータ室完成
- 1995年（平成7年）11月10日 - 平成7年度グランド改修工事終了
- 1996年（平成8年）9月12日 - グラウンド周囲防御フェンス工事終了
- 1997年（平成9年）4月1日 - 1学年、普通科9間口となる
- 1997年（平成9年）8月5日 - 防御ネット設置工事終了
- 1998年（平成10年）4月1日 - 1学年、普通科10間口となる
- 1999年（平成11年）3月10日 - 階段手摺取付工事終了
- 1999年（平成11年）7月19日 - 校舎内外の大規模改造工事着工
- 1999年（平成11年）9月1日 - コンピュータ室のコンピュータ入れ替え完了
- 1999年（平成11年）9月25日 - 創立20周年記念式典挙行
- 2000年（平成12年）2月29日 - 平成11年度石狩管内教育実践奨励表彰受賞
- 2000年（平成12年）4月1日 - 1学年、普通科9間口となる
- 2001年（平成13年）1月21日 - 大規模改造工事終了
- 2002年（平成14年）4月1日 - 1学年、普通科8間口となる
- 2004年（平成16年）3月22日 - 第2体育館暖房改修工事終了
- 2004年（平成16年）4月1日 - 1学年、普通科7間口となる
- 2004年（平成16年）11月4日 - 暖房・給湯設備改修工事終了
- 2006年（平成18年）3月20日 - グラウンドフェンス改修工事(第1期)が終了
- 2006年（平成18年）10月30日 - グラウンドフェンス改修工事(第2期)が終了
- 2007年（平成19年）4月1日 - 2学期制が導入される
- 2007年（平成19年）12月26日 - 学校表示板(三角柱)が設置される
- 2009年（平成21年）10月3日 - 創立30周年記念式典挙行
- 2010年（平成22年）3月13日 - 東陵会が設立される
- 2010年（平成22年）4月1日 - 1学年、普通科8間口となる
- 2011年（平成23年）8月4日 - 平成23年度北海道道徳教育推進校に指定される
- 2012年（平成24年）7月6日 - 平成24年度北海道道徳教育推進校に指定される
- 2013年（平成25年）4月1日 - 進学型普通科単位制を導入
- 2017年（平成25年）3月 - 入試に学校裁量問題を導入

## 部活動
31の部・局・同好会があり、生徒の約75%が加入している。北海道では数少ない男子新体操部があり過去にはインターハイでの入賞経験もある。
- 部活動
  - 硬式野球部
  - サッカー部
  - 陸上競技部
  - ソフトボール部
  - 卓球部
  - 空手道部
  - テニス部
  - ソフトテニス部
  - 男子バレーボール部
  - 女子バレーボール部
  - 男子バスケットボール部
  - 女子バスケットボール部
  - 男子バドミントン部
  - 女子バドミントン部
  - 体操部
  - 弓道部
  - 剣道部
  - 書道部
  - 演劇部
  - 美術部
  - 茶道部
  - 写真部
  - 将棋部
- 外局
  - 吹奏楽局
  - 図書局
  - 放送局
  - 新聞局
  - ボランティア局
- 同好会
  - イラストレーション同好会
  - 郷土研究同好会
  - 園芸同好会

## 学校行事
- 4月　着任式、前期始業式、入学式、課題テスト、健康診断、東陵の集い、宿泊研修（1年次・2泊3日）
- 5月　生徒総会、壮行会
- 6月　前期中間考査、遠足（3年次）
- 7月　東陵祭（学校祭）、夏季休業前全校集会
- 8月　夏季休業明け全校集会、課題テスト
- 9月　前期期末考査、秋季球技大会、生徒会役員選挙、避難訓練、前期終業式
- 10月　学期間休業
- 11月　見学旅行（2年次）、開校記念日（11月28日）、後期中間考査
- 12月　後期中間考査、冬季休業前全校集会
- 1月　冬季休業明け全校集会、課題テスト、合宿講習（2年次・3泊4日）、校内文化発表会
- 2月　後期期末考査、卒業式予行
- 3月　卒業式、春季球技大会、修了式・離任式

## スクール便
全ての便が、北海道中央バス札幌東営業所によって運行されている。
- 通年
  - 東69　環状通東駅－札幌小学校前－東苗穂2条1丁目－東営業所－東陵高校
  - 東76　北34条駅－新道東駅－北37東27－東陵高校
- 冬季のみ（12月31日から3月31日まで）
  - 東76　北34条駅－(東8丁目)－地下鉄栄町駅－航空管制センター入口－東陵高校
  - 東79　環状通東駅－北37東27－東陵高校
- 約75%の生徒が夏季期間に自転車通学、約90%の生徒が冬季期間にJR・地下鉄・バスを利用している。

## スクール便以外でのアクセス
全ての便が、北海道中央バス札幌東営業所によって運行されている。
- 東6　バスセンター－苗穂駅－東営業所－豊畑－豊畑東
- 東66　環状通東駅－苗穂中通－豊畑
- 東68　環状通東駅－北18東17－豊畑－豊畑東
- 東69　環状通東駅－東営業所－あいの里教育大駅
- 東79　環状通東駅－北37東27－豊畑－中沼小学校通
- 麻26　地下鉄麻生駅－地下鉄栄町駅－(丘珠空港通)－航空管制センター－豊畑

東66は東陵高校バス停、それ以外の系統は東苗穂10条3丁目バス停が最寄りとなる。

## 制服
男子は黒の学生服(夏季略装は、白ワイシャツまたは白開襟シャツ)、女子は紺のセーラー服(夏季略装は、白セーラー服）である。
なお、平成28年度入学生から制服が変更となり、現在は男女共にブレザーである。

## 著名な出身者
- 阿波加俊太（サッカー選手、鈴鹿ポイントゲッターズ所属）
- 大杉宜弘（アニメーター）
- 斉藤こずゑ（アナウンサー、ラジオパーソナリティ）
- すずらん・シゲ（お笑い芸人）
- トム・ブラウン（布川ひろき、みちお）（お笑いコンビ）
- 本間由佳梨（プロボウラー）